# Trichocentrum
Genre
Classification phylogénétique
Trichocentrum est un genre de la famille des Orchidaceae, comptant plusieurs dizaines d'espèces d'orchidées.

## Liste d'espèces
Selon Catalogue of Life :
- Trichocentrum aguirrei  (Königer) M.W.Chase & N.H.Williams
- Trichocentrum albococcineum Linden
- Trichocentrum andreanum (Cogn.) R.Jiménez & Carnevali
- Trichocentrum andrewsiae (R.Jiménez & Carnevali) R.Jiménez & Carnevali
- Trichocentrum ascendens (Lindl.) M.W.Chase & N.H.Williams
- Trichocentrum aurisasinorum (Standl. & L.O.Williams) M.W.Chase & N.H.Williams
- Trichocentrum bicallosum (Lindl.) M.W.Chase & N.H.Williams
- Trichocentrum binotii (Pabst) J.M.H.Shaw
- Trichocentrum biorbiculare (Balam & Cetzal) R.Jiménez & Solano
- Trichocentrum brachyceras Schltr.
- Trichocentrum brachyphyllum (Lindl.) R.Jiménez
- Trichocentrum brenesii Schltr.
- Trichocentrum brevicalcaratum C.Schweinf.
- Trichocentrum caloceras Endrés & Rchb.f.
- Trichocentrum candidum  Lindl.
- Trichocentrum capistratum Linden & Rchb.f.
- Trichocentrum carthagenense (Jacq.) M.W.Chase & N.H.Williams
- Trichocentrum cavendishianum (Bateman) M.W.Chase & N.H.Williams
- Trichocentrum cebolleta (Jacq.) M.W.Chase & N.H.Williams
- Trichocentrum cepula (Hoffmanns.) J.M.H.Shaw
- Trichocentrum chrysops (Rchb.f.) Soto Arenas & R.Jiménez
- Trichocentrum cymbiglossum Pupulin
- Trichocentrum dianthum Pupulin & Mora-Ret.
- Trichocentrum estrellense Pupulin & J.B.García
- Trichocentrum flavovirens (L.O.Williams) M.W.Chase & N.H.Williams
- Trichocentrum fuscum Lindl.
- Trichocentrum haematochilum  (Lindl. & Paxton) M.W.Chase & N.H.Williams
- Trichocentrum helicanthum (Kraenzl.) ined.
- Trichocentrum hoegei Rchb.f.
- Trichocentrum ionopthalmum Rchb.f.
- Trichocentrum johnii (Oppenheim) M.W.Chase & N.H.Williams
- Trichocentrum jonesianum (Rchb.f.) M.W.Chase & N.H.Williams
- Trichocentrum lacerum (Lindl.) J.M.H.Shaw
- Trichocentrum lanceanum (Lindl.) M.W.Chase & N.H.Williams
- Trichocentrum leeanum Rchb.f.
- Trichocentrum leptotifolium (Cetzal & Carnevali) R.Jiménez & Solano
- Trichocentrum lindenii (Brongn.) M.W.Chase & N.H.Williams
- Trichocentrum longicalcaratum longicalcaratum Rolfe
- Trichocentrum longifolium (Lindl.) R.Jiménez
- Trichocentrum lowii (Rolfe) M.W.Chase & N.H.Williams
- Trichocentrum loyolicum Pupulin, Karremans & G.Merino
- Trichocentrum luridum (Lindl.) M.W.Chase & N.H.Williams
- Trichocentrum margalefii (Hágsater) M.W.Chase & N.H.Williams
- Trichocentrum marvraganii (Lückel) M.W.Chase & N.H.Williams
- Trichocentrum mattogrossense Hoehne
- Trichocentrum microchilum (Bateman ex Lindl.) M.W.Chase & N.H.Williams
- Trichocentrum morenoi (Dodson & Luer) M.W.Chase & N.H.Williams
- Trichocentrum nanum (Lindl.) M.W.Chase & N.H.Williams
- Trichocentrum nataliae (Balam & Carnevali) R.Jiménez & Solano
- Trichocentrum neudeckeri Königer
- Trichocentrum nudum (Bateman ex Lindl.) M.W.Chase & N.H.Williams
- Trichocentrum obcordilabium Pupulin
- Trichocentrum oerstedii (Rchb.f.) R.Jiménez & Carnevali
- Trichocentrum oestlundianum (L.O.Williams) M.W.Chase & N.H.Williams
- Trichocentrum orthoplectron Rchb.f.
- Trichocentrum panduratum C.Schweinf.
- Trichocentrum pendulum (Carnevali & Cetzal) R.Jiménez & Solano
- Trichocentrum pfavii Rchb.f.
- Trichocentrum pfavii subsp. dotae Pupulin
- Trichocentrum pfavii subsp. pfavii pfavii
- Trichocentrum pinelii Lindl.
- Trichocentrum popowianum Königer
- Trichocentrum porphyrio Rchb.f.
- Trichocentrum pulchrum Poepp. & Endl.
- Trichocentrum pumilum (Lindl.) M.W.Chase & N.H.Williams
- Trichocentrum purpureum Lindl. ex Rchb.f.
- Trichocentrum recurvum Lindl.
- Trichocentrum sierracaracolense (Cetzal & Balam) R.Jiménez & Solano
- Trichocentrum splendidum (A.Rich. ex Duch.) M.W.Chase & N.H.Williams
- Trichocentrum sprucei (Lindl.) M.W.Chase & N.H.Williams
- Trichocentrum stacyi (Garay) M.W.Chase & N.H.Williams
- Trichocentrum stramineum (Bateman ex Lindl.) M.W.Chase & N.H.Williams
- Trichocentrum teaboanum (R.Jiménez, Carnevali & J.L.Tapia) R.Jiménez & Ca
- Trichocentrum teaguei Christenson
- Trichocentrum tenuiflorum Lindl.
- Trichocentrum tigrinum Linden & Rchb.f.
- Trichocentrum undulatum (Sw.) Ackerman & M.W.Chase
- Trichocentrum viridulum Pupulin
- Trichocentrum wagneri Pupulin
- Trichocentrum yucatanense (Cetzal & Carnevali) R.Jiménez & Solano